# Rhabderemia toxigera
Rhabderemia toxigera är en svampdjursart som beskrevs av Topsent 1892. Rhabderemia toxigera ingår i släktet Rhabderemia och familjen Rhabderemiidae. Inga underarter finns listade i Catalogue of Life.